# کاترین دان
کاترین دان (انگلیسی: Katherine Dunn; ۲۴ اکتبر ۱۹۴۵ – ۱۱ مهٔ ۲۰۱۶) نویسنده، روزنامه‌نگار ، منتقد کتاب و شاعر اهل ایالات متحده آمریکا بود.